# Isaac Hempstead-Wright
Isaac Hempstead-Wright (Londra, 9 aprile 1999) è un attore inglese.
È noto per il ruolo di Bran Stark nella serie tv Il Trono di Spade.

## Biografia
Dal 2011 al 2019 ha interpretato la parte di Brandon "Bran" Stark nella serie televisiva della HBO Il Trono di Spade, nello stesso anno debutta al cinema recitando nel ruolo di Tom nel film 1921 - Il mistero di Rookford. Attualmente, Isaac risiede a Londra con la sua famiglia, frequentando la scuola e continuando anche il lavoro di recitazione.

## Filmografia

### Cinema
- 1921 - Il mistero di Rookford (The Awakening), regia di Nick Murphy (2011)
- Closed Circuit, regia di John Crowley (2013)
- Boxtrolls - Le scatole magiche (The Boxtrolls), regia di Graham Annable e Anthony Stacchi (2014)
- Voyagers, regia di Neil Burger (2021)

### Televisione
- Il Trono di Spade (Game of Thrones) – serie TV (2011-2019)

## Premi e riconoscimenti
- 2011 – Candidato agli Scream Award nella categoria Best Ensemble per Il Trono di Spade
- 2013 – Candidato agli Young Artist Award nella categoria Best Performance in a TV Series - Supporting Young Actor per Il Trono di Spade

## Doppiatori italiani
Nelle versioni in italiano dei suoi film, Isaac Hempstead-Wright è stato doppiato da:
- Tito Marteddu ne Il Trono di Spade
- Luca Baldini in 1921 - Il mistero di Rookford

Da doppiatore è sostituito da:
- Andrea Di Maggio in Boxtrolls - Le scatole magiche